# Уоллес, Уильям (гребец)
Уильям Лоренс (Лори) Уоллес (англ. William Lawrence "Laurie" Wallace; 12 апреля 1904, Торонто — 20 июля 1967, Отонаби–Саут Монаган, Онтарио) — канадский гребец, выступавший за сборную Канады по академической гребле в середине 1920-х годов. Серебряный призёр летних Олимпийских игр в Париже, победитель многих студенческих соревнований в составе команды Торонтского университета. Также известен как футболист, обладатель Кубка Грея в составе команды «Торонто Аргонавтс».

## Биография
Уильям Уоллес родился 12 апреля 1901 года в городе Торонто провинции Онтарио, Канада.
Занимался академической греблей во время учёбы в Торонтском университете, состоял в местной университетской команде «Варсити Блюз», неоднократно принимал участие в различных студенческих соревнованиях. Помимо гребли в 1921—1923 годах также играл в регби-футбол в составе университетской команды «Торонто Аргонавтс», в частности в 1921 году становился с ней обладателем Кубка Грея. Являлся членом студенческого объединения Дельта Хи.
Наивысшего успеха как спортсмен добился в сезоне 1924 года, когда вошёл в основной состав канадской национальной сборной и благодаря череде удачных выступлений удостоился права защищать честь страны на летних Олимпийских играх в Париже. В программе распашных рулевых восьмёрок вместе с гребцами Артуром Беллом, Робертом Хантером, Уильямом Лэнгфордом, Харольдом Литтлом, Джоном Смитом, Уорреном Снайдером, Норманом Тейлором и рулевым Айвором Кэмпбеллом на стадии полуфиналов пришёл к финишу вторым позади команды из Соединённых Штатов, собранной из студентов Йельского университета, и не смог отобраться в финал напрямую. Тем не менее, в дополнительном отборочном заезде канадцы обошли своих соперников из Аргентины, Австралии и Бельгии — тем самым всё же квалифицировались в финал. В решающем заезде участвовали действующие чемпионы Европы из Италии и победители последней Королевской регаты Хенли из Великобритании, но главными соперниками канадского экипажа вновь стали американцы — в итоге Уильям Уоллес со своей командой финишировал вторым, уступив команде из США почти 16 секунд, и таким образом стал серебряным олимпийским призёром.
После парижской Олимпиады Уоллес больше не показывал сколько-нибудь значимых результатов в академической гребле на международном уровне.
Умер 20 июля 1967 года в поселении Отонаби–Саут Монаган в возрасте 66 лет.